# طوسک
طوسک (مامیسا یا گل کبوتر) (Scabiosa) سَرده‌ای از گیاهان گلدار از تیرهٔ خواجه‌باشیان است. از سردهٔ طوسک ۲۵ گونه گیاه علفی یک‌ساله و چندساله در ایران می‌روید. این گل در کتاب‌های طب سنتی با نام‌های «مامی‌ثا»، «مامی‌ثای صحرایی» و در عربی با نام‌های، «ورد الحمام»، «حشیشه‌الجرب»، و به فرانسوی، «Scabieuse»، ذکر شده‌است.
در قدیم در ایران باور بر این بود که اگر قدری از گُل طوسک را بکوبند و در شیر بمالند شیر بسته می‌گردد و اگر بجوشانند و بر موضعی که می‌خواهند قطع کنند بگذارند بی‌حس می‌کند.

## مشخصات
بلندی گل کبوتر ۴۰ تا ۱۰۰ سانتیمتر است و گیاهی است چند ساله، دارای برگ‌های دراز، باریک، متقابل. بدون دندانه. گلهای آن دارای نوش فراوان و به رنگ آبی مایل به بنفش، و مورد علاقه شدید زنبور عسل می‌باشد.

## ترکیبات شیمیایی
در ریشه این گیاه تانن، نشاسته، قند ساکاروز، ساپونین، گلوکوزیدی به نام «اسکوبیوزید» وجود دارد.

## خواص
در طب سنتی و از روزگاران قدیم، این گیاه از داروهای مفید بیماری‌های پوستی مانند: جرب بوده‌است، نامگذاری آن هم بر همین اساس صورت گرفته‌است. این گیاه اثر تقویت کننده بر روی هضم و تصفیه‌کنندگی خون را دارد. برای تهیه دم‌کرده آن ۱۰ گرم از برگ گیاه را در یک لیتر آب خوش دم کرده و صاف نموده و میل می‌کنند.